# Mecynargus pyrenaeus
Mecynargus pyrenaeus är en spindelart som först beskrevs av Denis 1950.  Mecynargus pyrenaeus ingår i släktet Mecynargus och familjen täckvävarspindlar.
Artens utbredningsområde är Frankrike. Inga underarter finns listade i Catalogue of Life.